# Phomatospora moravica
Phomatospora moravica är en svampart som tillhör divisionen sporsäcksvampar, och som beskrevs av Franz Petrak. Phomatospora moravica ingår i släktet Phomatospora, klassen Sordariomycetes, divisionen sporsäcksvampar och riket svampar. Arten är reproducerande i Sverige.